# Rekorde der unbemannten Raumfahrt
Diese Liste führt Rekorde der unbemannten Raumfahrt auf.

## Höchste Geschwindigkeit unbemannter Raumsonden
| Geschwindigkeit (rel. zur Sonne) | Datum                             | Raumsonde          | Beteiligte Länder / Organisationen | Anmerkungen                              |
| -------------------------------- | --------------------------------- | ------------------ | ---------------------------------- | ---------------------------------------- |
| 191.000 m/s                      | 24. Dezember 2024                 | Parker Solar Probe | NASA                               | Sonde zur Erforschung der Sonne          |
| 70.200 m/s                       | 10. Dezember 1974 – 16. März 1986 | Helios 1 und 2     | Deutschland (70 %) und USA (30 %)  | Sonden zur Erforschung der Sonne         |
| 68.700 m/s                       | 14. März 1986                     | Giotto             | ESA                                | Sonde zur Erforschung des Kometen Halley |

## Höchste Geschwindigkeit unbemannter Raumsonden beim Start von der Erde
| Geschwindigkeit | Datum           | Raumsonde          | Beteiligte Länder / Organisationen | Anmerkungen                     |
| --------------- | --------------- | ------------------ | ---------------------------------- | ------------------------------- |
| 19.200 m/s      | 12. August 2018 | Parker Solar Probe | USA                                | Sonde zur Erforschung der Sonne |
| 16.210 m/s      | 19. Januar 2006 | New Horizons       | USA                                | Sonde zur Erforschung des Pluto |
| 15.400 m/s      | 6. Oktober 1990 | Ulysses            | USA, ESA                           | Sonde zur Erforschung der Sonne |

## Größte Entfernung von Raumsonden zur Sonne
Stand: August 2023
| Entfernung   | Raumsonde    | Betreiber | Anmerkungen                                                                                       |
| ------------ | ------------ | --------- | ------------------------------------------------------------------------------------------------- |
| 24,0 Mrd. km | Voyager 1    | USA       | Erforschung von Jupiter und Saturn; gestartet am 5. September 1977, in Betrieb                    |
| 20,0 Mrd. km | Pioneer 10   | USA       | Erforschung des Jupiter; gestartet am 2. März 1972, Missionsende am 22. Januar 2003               |
| 20,0 Mrd. km | Voyager 2    | USA       | Erforschung der äußeren Planeten; gestartet am 20. August 1977, in Betrieb                        |
| 16,7 Mrd. km | Pioneer 11   | USA       | Erforschung von Jupiter und Saturn; gestartet am 6. April 1973, Missionsende am 24. November 1995 |
| 8,4 Mrd. km  | New Horizons | USA       | Erforschung von Pluto und des Kuipergürtels; gestartet am 19. Januar 2006, in Betrieb             |

Die Entfernung zur Erde kann um bis zu 0,15 Mrd. km von der Entfernung zur Sonne abweichen.

## Erster erfolgreicher Vorbeiflug an Himmelskörpern
| Himmelskörper           | Raumsonde    | Datum/Jahr         | Land             |
| ----------------------- | ------------ | ------------------ | ---------------- |
| Mond                    | Lunik 1      | 4. Januar 1959     | Sowjetunion      |
| Merkur                  | Mariner 10   | 29. März 1974      | USA              |
| Venus                   | Mariner 2    | 14. Dezember 1962  | USA              |
| Mars                    | Mariner 4    | 15. Juli 1965      | USA              |
| Phobos                  | Phobos 2     | 21. Februar 1989   | Sowjetunion      |
| Jupiter                 | Pioneer 10   | 3. Dezember 1973   | USA              |
| Saturn                  | Pioneer 11   | 1. September 1979  | USA              |
| Uranus                  | Voyager 2    | 24. Januar 1986    | USA              |
| Neptun                  | Voyager 2    | 25. August 1989    | USA              |
| Zwergplanet: Ceres      | Dawn         | 6. März 2015       | USA              |
| TNO: Pluto              | New Horizons | 14. Juli 2015      | USA              |
| Komet: Giacobini-Zinner | ISEE-3/ICE   | 11. September 1985 | USA, ESA         |
| Asteroid: Gaspra        | Galileo      | 29. Oktober 1991   | USA, Deutschland |

## Größte Satellitenzahl mit einem Raketenstart
Mit den folgenden Rideshare-Flügen wurde die größte Zahl von Satelliten ins All gebracht. Manche der Satelliten wurden nicht direkt von der oberen Raketenstufe ausgesetzt, sondern indirekt über einen Nutzlastadapter oder einen Hauptsatellit, der sich zuerst von der Raketenstufe trennte. Bei kursiv wiedergegebenen Starts fehlt (noch) ein Nachweis, dass tatsächlich alle Nutzlasten eine eigene Erdumlaufbahn erreichten.
| Satelliten (davon Flock) | Datum (UTC)     | Rakete   | Startplatz                         | Mission        |
| ------------------------ | --------------- | -------- | ---------------------------------- | -------------- |
| 143 (48)                 | 24. Januar 2021 | Falcon 9 | Cape Canaveral Space Force Station | Transporter-1  |
| 115 1 (36)               | 14. Januar 2025 | Falcon 9 | Vandenberg Space Force Base        | Transporter-12 |
| 113 (36)                 | 16. August 2024 | Falcon 9 | Vandenberg Space Force Base        | Transporter-11 |

Die nicht-US-amerikanischen Starts mit den meisten Satelliten waren:
| Satelliten (davon Flock) | Datum (UTC)       | Rakete            | Startplatz                 | Mission      |
| ------------------------ | ----------------- | ----------------- | -------------------------- | ------------ |
| 104 (88)                 | 15. Februar 2017  | PSLV-XL           | Satish Dhawan Space Centre | Cartosat-2D  |
| 73 (48)                  | 14. Juli 2017     | Sojus 2.1a/Fregat | Kosmodrom Baikonur         | Kanopus-V-IK |
| 63 (26)                  | 3. September 2020 | Vega              | Raumfahrtzentrum Guayana   | SMSS PoC     |

## Höchste Trägerraketennutzlasten
Unten sind die von den Raketenbetreibern veröffentlichten LEO- und GTO-Höchstnutzlasten wiedergegeben. Die technische, konstruktionsbedingte Leistungsfähigkeit der Raketen ist mit diesen Angaben nur vergleichbar, wenn sie vom selben Weltraumbahnhof starten. Beim Start einer gleich starken Rakete vom Kosmodrom Baikonur ist beispielsweise die  Höchstnutzlast in eine äquatornahe Umlaufbahn wesentlich geringer als beim Start vom südlicher gelegenen Cape Canaveral.
Über die tatsächlichen Transportleistungen in der Praxis sagen diese Zahlen nur wenig aus, weil reale Starts meist in Umlaufbahnen erfolgen, die wesentlich mehr Energieaufwand benötigen als die idealisierten LEO- und GTO-Referenzbahnen. Die Höchstnutzlasten sind daher in der Praxis meist wesentlich kleiner als unten angegeben; je nach Anwendungsfall kann auch die Reihenfolge der „stärksten Raketen“ abweichen.

### Chronologie
Jeweils höchste weltweit verfügbare Nutzlastkapazität beim ersten erfolgreichen unbemannten Flug einer neuen Rakete; keine dieser Raketen ist noch im Einsatz:
| Max. Nutzlast (t) | Max. Nutzlast (t) | Rakete         | Land        | Startdatum        | Nutzlast  |
| LEO               | zum Mond          | Rakete         | Land        | Startdatum        | Nutzlast  |
| ----------------- | ----------------- | -------------- | ----------- | ----------------- | --------- |
| 0,5               | –                 | Sputnik        | Sowjetunion | 4. Oktober 1957   | Sputnik 1 |
| 1,3               | –                 | Sputnik (8A91) | Sowjetunion | 15. Mai 1958      | Sputnik 3 |
| ≥ 4,5             | ≥ 0,4             | Wostok         | Sowjetunion | 2. Januar 1959    | Luna 1    |
| > 4,7             | (?)               | Wostok-K       | Sowjetunion | 15. Mai 1960      | Sputnik 4 |
| ?,0               | 1,4               | Molnija        | Sowjetunion | 12. Februar 1961  | Venera 1  |
| 6,0               | –                 | Woschod        | Sowjetunion | 11. November 1963 | Kosmos 22 |
| 9,0               | (2,2)             | Saturn I       | USA         | 29. Januar 1964   | SA-5      |
| 18,0              | (?)               | Saturn IB      | USA         | 26. Februar 1966  | AS-203    |
| 118,0             | 45                | Saturn V       | USA         | 9. November 1967  | Apollo 4  |

(In Klammern: Die Rakete wurde für diesen Zweck nicht verwendet, es ist allenfalls eine theoretisch mögliche Nutzlast bekannt.)

### Größte LEO-Nutzlast (Low Earth Orbit, 200 km)
Ausgemusterte Rakete sind  grau  hinterlegt.
| Max. Nutzlast | Trägerrakete        | Betreiber   | Erststart LEO | Anmerkungen                                                |
| ------------- | ------------------- | ----------- | ------------- | ---------------------------------------------------------- |
| ≈ 135 t       | Saturn V            | NASA        | 9. Nov. 1967  | letzter LEO-Flug 1968                                      |
| 96 t          | Energija            | Sowjetunion | 15. Mai 1987  | letzter Flug 1988                                          |
| 95 t          | SLS                 | NASA        | –             | stärkste aktive Rakete, bislang keine LEO-Einsätze geplant |
| 64 t          | Falcon Heavy        | SpaceX      | 6. Feb. 2018  | stärkste aktive Rakete mit LEO-Einsätzen                   |
| 45 t 1        | New Glenn           | Blue Origin | 16. Jan. 2025 |                                                            |
| 29 t          | Delta IV Heavy      | ULA         | 5. Dez. 2014  | letzter Flug 2024                                          |
| 27 t          | Vulcan              | ULA         | 4. Okt. 2024  |                                                            |
| 25 t          | STS (Space Shuttle) | NASA        | 12. Apr. 1981 | letzter Flug 2011, bemanntes Trägersystem                  |
| 25 t          | Langer Marsch 5B    | CNSA        | 5. Mai 2020   |                                                            |
| 24,5 t        | Angara A5           | Russland    | 23. Dez. 2014 |                                                            |

### Größte GTO-Nutzlast (geosynchrone Transferbahn)
Ausgemusterte Rakete sind  grau  hinterlegt. Die Ariane 64 mit etwa 12 t GTO-Kapazität wird voraussichtlich 2026 in Einsatz gehen.
| Max. Nutzlast | Trägerrakete     | Betreiber   | Erststart GTO | Anmerkungen            |
| ------------- | ---------------- | ----------- | ------------- | ---------------------- |
| > 50 t        | Saturn V         | NASA        | 21. Dez. 1968 | letzter Flug 1973      |
| > 27 t        | SLS              | NASA        | 16. Nov. 2022 | stärkste aktive Rakete |
| 26,7 t        | Falcon Heavy     | SpaceX      | 25. Juni 2019 |                        |
| 14,4 t        | Vulcan           | ULA         | 8. Jan. 2024  |                        |
| 14,2 t        | Delta IV Heavy   | ULA         | 21. Dez. 2004 | letzter Flug 2024      |
| 14 t          | Langer Marsch 5  | CNSA        | 3. Nov. 2016  |                        |
| > 13 t        | New Glenn        | Blue Origin | –             | Mondflüge geplant      |
| 11,1 t        | Ariane 5 ECA     | Arianespace | 11. März 2006 | letzter Flug 2023      |
| 8,7 t         | Atlas V 551      | ULA         | 19. Jan. 2006 |                        |
| 8,3 t         | Falcon 9 Block 5 | SpaceX      | 11. Mai 2018  |                        |

## Sonstiges
| Rekord                                                                                      | Flugkörper                                | Datum/Jahr/Zeitraum                                     | Land oder Organisation |
| ------------------------------------------------------------------------------------------- | ----------------------------------------- | ------------------------------------------------------- | ---------------------- |
| Erstes Erreichen des Weltraums                                                              | A4                                        | 20. Juni 1944                                           | Deutschland            |
| Erstes Foto aus dem Weltraum                                                                | A4                                        | 24. Oktober 1946                                        | USA                    |
| Erster Satellit in der Erdumlaufbahn                                                        | Sputnik 1                                 | 4. Oktober 1957                                         | Sowjetunion            |
| Ältester Satellit, der immer noch im Erdorbit ist                                           | Vanguard 1                                | seit 17. März 1958 (67 Jahre und 141 Tage)              | USA                    |
| Erster Raumflugkörper mit Solarzellen                                                       | Vanguard 1                                | 17. März 1958                                           | USA                    |
| Erste Raumsonde, die das Schwerefeld der Erde verließ                                       | Lunik 1                                   | Januar 1959                                             | Sowjetunion            |
| Erster Raumflugkörper mit einem Radioisotopengenerator                                      | Transit 4A                                | 29. Juni 1961                                           | USA                    |
| Erster Raumflugkörper mit Kernreaktor                                                       | Snapshot (OPS 4682) (Reaktor: SNAP-10A)   | 4. April 1965                                           | USA                    |
| Erste weiche Landung auf einem anderen Himmelskörper (Mond)                                 | Luna 9                                    | 3. Februar 1966                                         | Sowjetunion            |
| Erste erfolgreiche unbemannte Rückführung von Proben von einem anderen Himmelskörper (Mond) | Luna 16                                   | 24. September 1970                                      | Sowjetunion            |
| Erster Rover auf einem anderen Himmelskörper (Mond)                                         | Lunochod 1                                | 17. November 1970                                       | Sowjetunion            |
| Erste erfolgreiche Landung auf einem fremden Planeten (Venus)                               | Venera 7                                  | 15. Dezember 1970                                       | Sowjetunion            |
| Erste Raumsonde, die einen anderen Planeten in einer Umlaufbahn umkreiste (Mars)            | Mariner 9                                 | 14. November 1971                                       | USA                    |
| Erstes Swing-by-Manöver einer Raumsonde zum Erreichen eines anderen Himmelskörpers          | Mariner 10                                | 5. Februar 1974                                         | USA                    |
| Längste Lebensdauer einer Raumsonde (Start bis letzter Kontakt)                             | Voyager 2                                 | seit 20. August 1977 (47 Jahre und 350 Tage)            | USA                    |
| Erste Raumsonde, die einen Lagrange-Punkt (L1) umkreiste                                    | ISEE-3/ICE                                | 20. November 1978                                       | USA, ESA               |
| Erster Ballon in der Atmosphäre eines anderen Himmelskörpers (Venus)                        | Vega 1                                    | 11. Juni 1985                                           | Sowjetunion            |
| Erste Raumsonde auf einer polaren Umlaufbahn um die Sonne                                   | Ulysses                                   | 8. Februar 1992                                         | ESA, USA               |
| Erste Raumsonde, die Aerobraking verwendete                                                 | erprobt: Magellan                         | 1993                                                    | USA                    |
| Erste Raumsonde, die Aerobraking verwendete                                                 | erstmals eingesetzt: Mars Global Surveyor | 1997                                                    | USA                    |
| Erster Rover auf einem anderen Planeten (Mars)                                              | Sojourner                                 | 4. Juli 1997                                            | USA                    |
| Erste Raumsonde mit Ionenantrieb                                                            | Deep Space 1                              | 1998–2001                                               | USA                    |
| Erste Raumsonde mit Ionenantrieb                                                            | experimentell: Zond 2                     | 1964                                                    | Sowjetunion            |
| Erste Raumsonde, die einen Asteroiden umkreiste (Eros)                                      | NEAR Shoemaker                            | 14. Februar 2000                                        | USA                    |
| Schwerste Raumsonde (beim Start)                                                            | Chang’e 5                                 | 23. November 2020 (ca. 8,25 t)                          | China                  |
| Erste Landung auf einem Asteroiden (Eros)                                                   | NEAR Shoemaker                            | 12. Februar 2001                                        | USA                    |
| Längste Mission eines Rovers (ab Landung)                                                   | Opportunity                               | 14 Jahre und 219 Tage (25. Jan. 2004 bis 10. Jun. 2018) | USA                    |
| Längste zurückgelegte Strecke eines Rovers (auf dem Mars)                                   | Opportunity                               | 45 km                                                   | USA                    |
| Erstes Eindringen in die Randstoßwelle                                                      | Voyager 1                                 | 16. Dezember 2004                                       | USA                    |
| Erste Landung auf einem fremden Mond (Titan, Mond des Saturn)                               | Huygens                                   | 14. Januar 2005                                         | ESA, USA, Italien      |
| Erste Kollision zwischen zwei Satelliten                                                    | Iridium 33 und Kosmos 2251                | 10. Februar 2009                                        | Iridium, Russland      |
| Erste von der Oberfläche eines Asteroiden zurückgeführte Probe ((25143) Itokawa)            | Hayabusa                                  | 13. Juni 2010                                           | Japan                  |
| Erstes Eindringen in den interstellaren Raum                                                | Voyager 1                                 | 25. August 2012                                         | USA                    |
| Erste Landung auf einem Kometen (Tschurjumow-Gerassimenko)                                  | Philae                                    | 12. November 2014                                       | ESA                    |
| Erste erfolgreiche propulsive Landung einer Raketenstufe                                    | Falcon 9                                  | 21. Dezember 2015                                       | SpaceX                 |
| Längster Aufenthalt eines Raumschiffs an einer Raumstation                                  | Progress MS-14                            | 367 Tage und 18 Stunden (ab 25. April 2020)             | Russland               |
| Größte Annäherung an die Sonne                                                              | Parker Solar Probe                        | 24. Dezember 2024 (6,16 Mio. km)                        | USA                    |